# Правица
Правица (слч. Pravica) насељено је мјесто са административним статусом сеоске општине (слч. obec) у округу Вељки Кртиш, у Банскобистричком крају, Словачка Република.

## Становништво
| Година:    | 1994. | 2004.   | 2014.    | 2024.   |
| ---------- | ----- | ------- | -------- | ------- |
| Број људи: | 98    | 106     | 119      | 117     |
| Разлика:   |       | +8,16 % | +12,26 % | -1,68 % |

| Година:    | 2023. | 2024.   |
| ---------- | ----- | ------- |
| Број људи: | 116   | 117     |
| Разлика:   |       | +0,86 % |

Према подацима о броју становника из 2024. године насеље је имало 117 становника.